# Aleksander Bogusiński

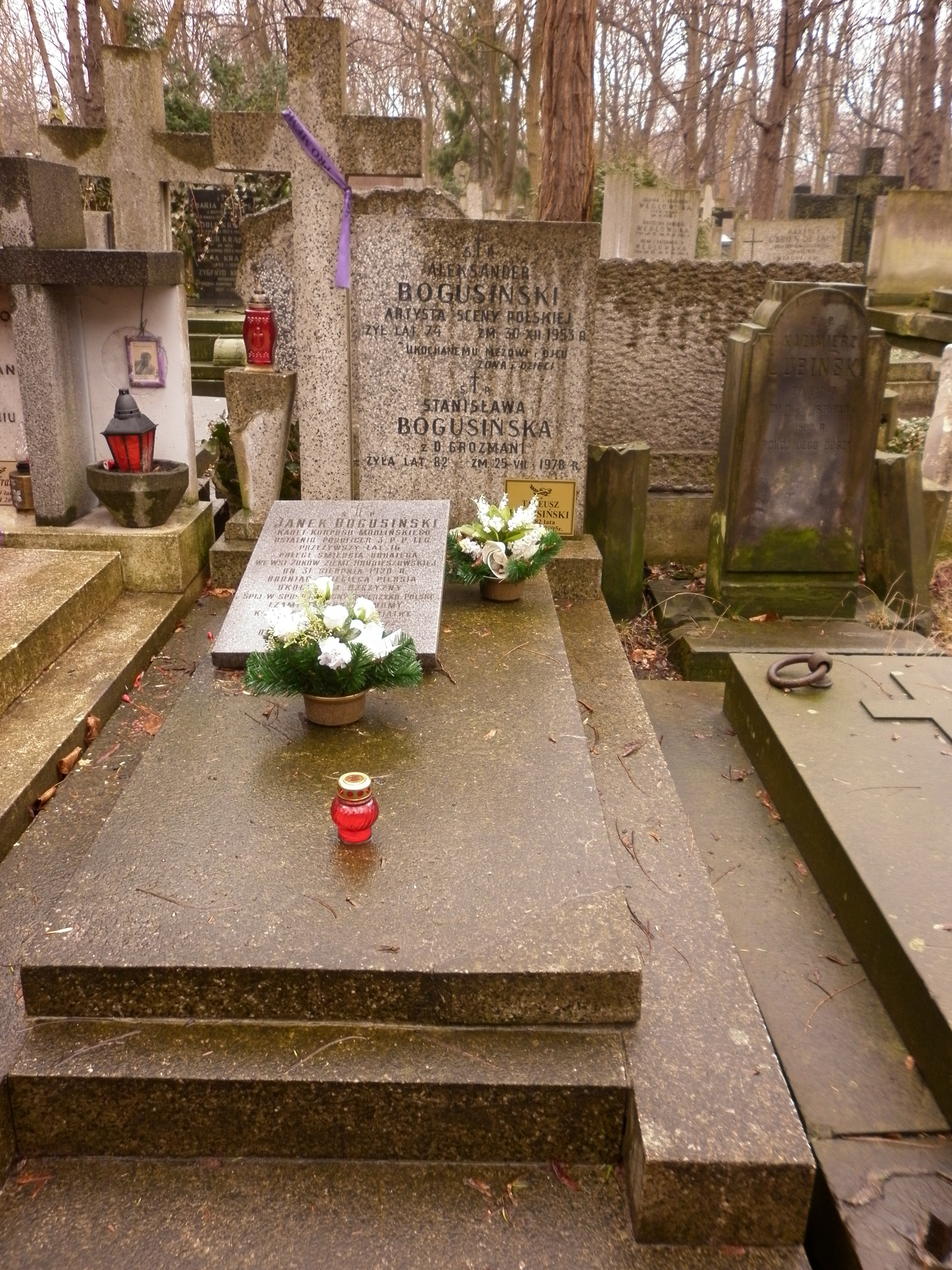
Nagrobek Aleksandra Bogusińskiego

Aleksander Bogusiński (ur. 25 lutego 1877 w Krakowie, zm. 30 grudnia 1953 w Warszawie) – polski aktor teatralny i filmowy.

## Życiorys
Urodził się 25 lutego 1877 w Krakowie, syn Filipa. Od 1895 do 1897 był aktorem Teatru Miejskiego w Krakowie, później występował w teatrach objazdowych, od 1906 do 1912 był aktorem Teatru Polskiego w Poznaniu, od 1912 do 1913 ponownie Teatru Miejskiego w Krakowie, od 1914 do 1915 Teatru Małego w Warszawie. W okresie II RP był aktorem teatrów warszawskich: od 1918 do 1923 Teatru Polskiego, od 1923 do 1924 Teatru Komedia, od 1924 do 1935 Teatru Polskiego, od 1934 do 1936 Teatrów TKKT, od 1936 do 1939 ponownie Teatru Polskiego, natomiast po 1946 występował w Teatrze Polskim w Warszawie.
Od 1899 był żonaty z Eugenią Bogusińską, od 1920 ze Stanisławą Grozmani. Zmarł 30 grudnia 1953 w Warszawie. Został pochowany w grobowcu rodzinnym na cmentarzu Powązkowskim w Warszawie (kwatera 258-1-23).

## Filmografia
- 1939/1940 – Sportowiec mimo woli, jako dyrektor hotelu Bristol w Zakopanem
- 1939/1940 – Złota Maska, jako Jan, lokaj Runickich
- 1939 – Geniusz sceny, jako łotr w „Wiele hałasu o nic”
- 1939 – Przez łzy do szczęścia, jako doktor Rudzki
- 1939 – Trzy serca, jako ksiądz kanonik
- 1938 – Druga młodość, jako góral
- 1938 – Granica, jako hrabia Tczewski
- 1938 – Kościuszko pod Racławicami, jako uczestnik spotkania u generała Wodzickiego
- 1938 – Moi rodzice rozwodzą się, jako doktor Kartecki, lekarz opiekujący się Stasią w hotelu Lido w Juracie
- 1938 – Profesor Wilczur, jako ksiądz
- 1938 – Robert i Bertrand, jako gość na przyjęciu
- 1938 – Serce matki, jako góral z depeszą do Borzęckiego
- 1937 – Ordynat Michorowski, jako gość na balu sylwestrowym u hrabiostwa Trestków, sekundant hrabiego Brochwicza w pojedynku z ordynatem Michorowskim
- 1937 – Trójka hultajska, jako hrabia de La Mula
- 1936 – Pan Twardowski, jako poseł kniazia moskiewskiego oczekujący na posłuchanie u Twardowskiego
- 1936 – Róża, jako mężczyzna w tłumie komentujący aresztowanie rewolucjonistów
- 1936 – Tajemnica panny Brinx, jako portier w hotelu w Warszawie
- 1936 – Trędowata, jako książę Podhorecki
- 1936 – Wierna rzeka, jako
- 1935 – Dwie Joasie, jako członek jury na balu mody
- 1935 – Panienka z poste restante, jako klient przy okienku „poste restante” na poczcie
- 1933 – Dzieje grzechu
- 1933 – Szpieg w masce
- 1933 – Zabawka, jako gość na przyjęciu imieninowym Łatoszyńskiego
- 1932 – Księżna Łowicka, jako ksiądz
- 1931 – Dziesięciu z Pawiaka, jako adwokat
- 1928 – Pan Tadeusz, jako ksiądz pleban
- 1928 – Tajemnica starego rodu, jako współpracownik księcia Maurycego
- 1927 – Ziemia obiecana
- 1922 – Strzał
- 1919 – Panna po wojnie

## Odznaczenia
- Złoty Krzyż Zasługi (dwukrotnie: 14 marca 1947[2], 13 listopada 1953[3])
- Srebrny Krzyż Zasługi (30 marca 1938)[4]